# Рудий ліс
51°22′48″ пн. ш. 30°02′57″ сх. д. / 51.38011° пн. ш. 30.04908° сх. д.

Радіоактивні частки осіли на деревах і вбили великі ділянки соснового лісу

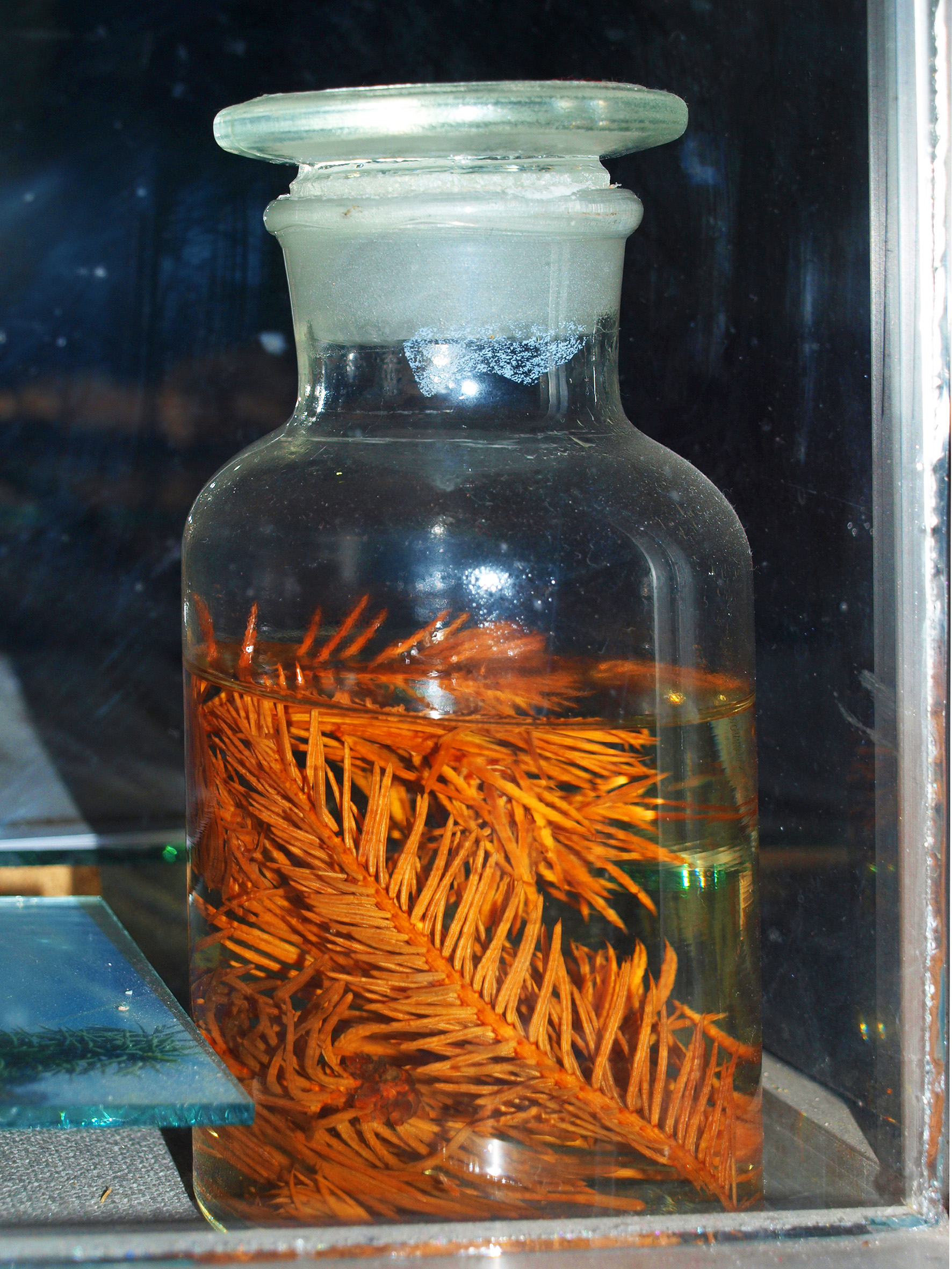
Морфогенетичні зміни ялини звичайної. Дозове навантаження 200 Кі/км². Проявлення гігантизму, патологічний ріст і розвиток хвої. Національний музей «Чорнобиль»

Руди́й ліс, іноді Іржавий ліс, Червоний ліс — близько 10 км² вкритої лісом території, прилеглої до Чорнобильської АЕС, яка взяла на себе найбільшу частку викиду радіоактивного пилу під час вибуху реактора 26 квітня 1986 року. Висока доза поглинутої радіації призвела до загибелі дерев (переважно сосен) і забарвлення їх у буро-червоний колір. Крім того, ночами спостерігали світіння загиблих дерев, спричинене взаємодією ферментів дерева з радіоактивними частками та радіоактивним розпадом. Під час робіт з дезактивації території ліс знесли бульдозерами і поховали.

## XXI століття
На початку XXI століття на цій території ліс відновлюється природним шляхом. Основні радіаційні навантаження на сосну внаслідок аварії на Чорнобильській АЕС припали на період активізації процесів росту рослин. За таких умов радіочутливість рослин збільшується у 1,5—3 рази в порівнянні з іншими періодами. Крона у сосни досить щільна і є ефективним фільтром, що сприяло затримці значної кількості радіоактивного пилу в кронах. Сосна не скидає хвою впродовж 2—3 років, а отже, природне очищення крон відбувалось повільніше, ніж у дерев листяних порід. Цей чинник посилив ушкодження хвойних порід у порівнянні з іншими породами.
Результати радіаційного ураження впливу виявились у прямій залежності від отриманих дозових навантажень. За характером радіаційного ураження вченими було виділено чотири зони:
- Зона повної загибелі хвойних порід з частковим пошкодженням листяних порід (так званий «Рудий ліс»). Рівні поглинутих доз за розрахунками вчених за зовнішнім гамма-опроміненням у 1986—1987 роках становили 8000—10 000 рад при максимальній потужності експозиційної дози 500 мР/год і більше. Площа цієї зони становить приблизно 4,5 тис. га. У цій зоні надземні органи сосни загинули повністю, а хвоя набула цеглястого кольору. Весь ліс практично «згорів», акумулювавши на собі значні обсяги радіоактивних викидів. Необхідність поховання мертвої деревини обумовлена її сильною забрудненістю радіоактивними речовинами. На території «Рудого лісу» були виконані першочергові заходи з відновлення лісу. На площі 500 га цієї території ліси уже відновлені.
- Зона сублетальних уражень лісу, в якому загинуло від 25 до 40 % дерев, а також загинула велика частина підліску (1—2,5 м висоти). У 90—95 % дерев сильно пошкоджені й відмерли молоді пагони і бруньки. Поглинена доза — 1000—8000 рад, потужність експозиційної дози — 200—250 мР/год. Площа зони становила 12,5 тис. га, зокрема соснових лісів — 3,8 тис. га.
- Зона середнього пошкодження соснового лісу. Для даної зони була пошкоджена основна частина молодих паростків, а хвоя пожовкла тільки на окремих ділянках гілки. Відзначалися також невеликі морфологічні відхилення в рості сосни, але ці рослини зберегли свою життєздатність. Поглинена доза — 400—500 рад, потужність експозиційної дози — 50—200 мР/год. Площа цієї зони становила 43,3 тис. га, зокрема соснових лісів — 11,9 тис. га.
- Зона слабкого ураження, де відзначалися окремі аномалії в ростових процесах. Видимих пошкоджень у сосен знайдено не було. Всі дерева зберегли нормальний ріст і колір хвої. Поглинена доза становила 50—120 рад, потужність експозиційної дози — 20 мР/год.

### Лісова пожежа (2020)
Територія лісу вигоріла під час лісових пожеж у Чорнобильській зоні у квітні 2020 року.

### Російське вторгнення в Україну (2022)
Під час російського вторгнення в Україну співробітники станції повідомили, що російські окупанти, які захопили Чорнобильську АЕС, проїхали на своїй бронетехніці без радіаційного захисту через «Рудий ліс», піднявши хмари радіоактивного пилу. Згодом російські окупанти будували фортифікаційні споруди в Рудому лісі й отримали значні дози опромінювання. 1 квітня згідно з даними, опублікованими Військово-медичною службою Російської Федерації, зафіксовано першу смерть військовослужбовця РФ у Чорнобильській зоні відчуження від променевої хвороби.